# Buffalo (Minnesota)
Buffalo város az USA Minnesota államában. Lakosainak száma 16 168 fő (2020. április 1.).

## Népesség
A település népességének változása:

| 2010 | 15 453 |
| 2020 | 16 168 |